# Szántóföldi házatlancsiga
A szántóföldi házatlancsiga vagy mezei televénycsiga (Deroceras agreste) eredetileg Európában és Ázsiában elterjedt, mezőgazdasági kártevőnek minősülő meztelencsigafaj.

## Megjelenése
A szántóföldi házatlancsiga 30–40 mm hosszú. Színe sárgásfehér, halványbarna vagy világos sárgásszürke, kisebb sötét foltokkal, csíkokkal tarkított, de nagy, jellegzetes foltjai nincsenek. Néha csaknem fehér vagy sötét is lehet. Feje és csápjai sötétebbek. Koncentrikusan barázdált köpenye kb. testhossza harmadáig ér. A farok vége enyhén tarajos. A láb alulról három hosszanti sávra oszlik, amelyek közül a középső világosabb. Nyálkája színtelen; ha az állatot megzavarják tejfehér nyálkát termel. A pontos fajszintű azonosítás csak az állat felboncolása és ivarszerveinek vizsgálatával lehetséges.

## Elterjedése
Eredetileg Európában (főleg Közép- és Észak-Európa), Közép- és Észak-Ázsiában volt honos, de mára a mezőgazdasági terményekkel az egész világon elterjedt.  Magyarországon főleg a hegy- és dombvidékeken fordul elő, de a nedvesebb alföldi tájakon is megtalálható.

## Életmódja
A természetben nedves rétekben, ártéri ligeterdőkben, alpesi réteken él. Megtalálható a mezőgazdasági területeken is, ahol kártevőnek számít, egyaránt megeszi a saláta, kelkáposzta, zöldpaprika, karfiol vagy földieper leveleit vagy termését. Károsíthatja a gabonanövényeket, lucernát, burgonyát, répát, mákot is. Elsősorban a mély fekvésű, nedvesebb konyhakertek rendszeres kártevője. Kora tavasztól késő őszig aktív.
Napközben a talajrepedésekben vagy a növények levelei között rejtőznek. Este, a levegő párásodásával kezdenek táplálkozni, majd reggel ismét elbújnak. Nem hajlamos a vándorlásra, többnyire néhány méteres körzetben tartózkodnak.
Egy évig él. Pete alakban vagy kikelve, kifejletlen alakban telel át fatörzsek, kövek alatt. Kora tavasztól aktív és a kikelt állapotban áttelelt példányok május-júniusban már szaporodnak; a pete formában telelteknek ősszel van a szaporodási ideje. Önmegtermékenyítésre is képes. Petéit nedves talajba ásott lyukba, növények alá rakja 15-30-as csomókban. A pete áttetsző, 1,1–1,9 mm átmérőjű. Egy példány átlagosan 150-250 petét rak élete során. Kikelés után kedvező körülmények között 2-3 hónap alatt lesznek ivarérettek. Ha a talaj hőmérséklete  2–3 °C-ra csökken, az ősszel kikelt fiatal csigák beássák magukat a földbe (maximum 25–30 cm-re) és nyálkával vastagon körbevéve magukat, összegömbölyödve áttelelnek.
A házatlancsigák természetes ellenségei a futrinkák (Carabidae), a varangyok, gőték, lábatlan gyík, vakond, cickányok, egyes madarak (fogoly, fácán).